# Aleksandras Ambrazevičius
Aleksandras Ambrazevičius (* 15. Oktober 1953 in Oliokminsk, Jakutien) ist ein litauischer Politiker.

## Leben
Nach dem Abitur absolvierte Ambrazevičius 1978 das Diplomstudium und 1985 promovierte zum Thema „Kai kurių blokinių šilumai atsparių polimerų relaksacinės savybės linijinėje ir nelinijinėje tampriai klampių deformacijų srityje“ in Technik am Politechnikos institutas in Kaunas. Von 1978 bis 1990 arbeitete er im Industrieverband in Kaunas. Von 1990 bis 1992 war er Deputat im Seimas. Von 1995 bis 1996 arbeitete er am Verteidigungsministerium Litauens und ab 1996 als Berater im Unternehmen AB „Kauno staklės“.
Ab 1995 leitete Ambrazevičius die nationale Bewegung Tautos pažangos judėjimas und war stellvertretender Vorsitzender der Partei Tautos pažangos partija.